# Crystal (Marvel)
Crystal is een fictieve superheldin uit de strips van Marvel Comics. Ze werd bedacht door Stan Lee en Jack Kirby, en verscheen voor het eerst in Fantastic Four (vol. 1) # 45 (december 1965).
Crystal behoort tot het ras van de Inhumans en is lid van de koninklijke familie. Ze bezit de gave om de vier elementen te manipuleren. Oorspronkelijk was ze de vriendin van de Human Torch. Ze trouwde uiteindelijk echter met Quicksilver. De twee hadden niet bepaald een goed huwelijk, en gingen geregeld uit elkaar. Wél hebben ze samen een dochter, Luna. Crystal is lid geweest van de Fantastic Four en de Avengers.
Na de gebeurtenissen uit House of M kwamen zij en de nu machteloze Quicksilver weer bij elkaar, maar al snel stal Quicksilver de Terrigen Mist om de machteloze mutanten hun krachten terug te geven.

## Krachten en Vaardigheden
Crystal kan mentaal de vier basiselementen van de natuur manipuleren: vuur, water, aarde en lucht. Ze doet dit via een psionische band met de substantie op het moleculaire niveau. Door zuurstofmoleculen te beheersen kan ze vuur spontaan doen ontbranden, of een vuur snel doven door de zuurstof weg te nemen. Ze kan waterstof en zuurstofmoleculen binden om zo regen op te roepen. Ze kan de bewegingen van water beheersen door de oppervlaktespanning te manipuleren. De maximale hoeveelheid water die ze op deze manier kan beheersen wordt geschat op 15,000 gallons (56,775 liter). Ze kan verschillende substanties die de grond vormen beheersen (aarde, ijzer, graniet enz.) en seismische schokken tot 6,7 op de schaal van Richter creëren. Ze kan ook zuurstofmoleculen of moleculen die zuurstof bevatten manipuleren om atmosferische verstoringen te creëren, met verschillende effecten. Door de wind te vermengen met aarde of water kan ze zandstormen orkanen oproepen.
Crystal kan haar manipulatie over een element ongeveer een uur volhouden. Daarna worden haar hersens te moe. Ze heeft wel de psychologie en fysieke kracht van een gemiddelde Inhuman, en is daarmee sterker dan de gemiddelde mens. Inhumans zijn sterker en sneller dan mensen, maar kunnen niet tegen vervuiling zoals smog.

## Ultimate Crystal
De Ultimate Marvel-versie van Crystal verscheen in Ultimate Fantastic Four, Annual #1 in het verhaal "Inhuman". In dit verhaal wordt ze gedwongen te trouwen met Black Bolts broer Maximus, maar ze mag hem niet. Ze flirt even met Johnny Storm, maar vertrekt uiteindelijk weer met de andere inhumans.

## In andere media
Crystal is een NPC personage in het computerspel Marvel Ultimate Alliance.